# لعمارة دويشر
لعمارة دويشر (من مواليد 10 مارس 1980) هو لاعب كرة قدم جزائري سابق لعب لاتحاد البليدة في الرابطة الجزائرية المحترفة الثانية لكرة القدم.

## إنجازات
- فاز بكأس الجزائر مع شبيبة القبايل سنة 2011
- فاز بالدوري الجزائري ثلاث مرات مع شبيبة القبايل أعوام 2004 و2006 و2008
- فاز بكأس الاتحاد الأفريقي للأندية ثلاث مرات مع شبيبة القبايل أعوام 2000 و 2001 و2002

## روابط خارجية
- لمحة عن شبيبة القبايل
- الملف الشخصي DZFoot